# Ischnocolus meron
Espèce
Ischnocolus meron est une espèce d'araignées mygalomorphes de la famille des Theraphosidae.

## Distribution
Cette espèce est endémique d'Israël. Elle se rencontre vers le mont Méron.

## Description
La carapace du mâle holotype mesure 7,39 mm de long sur 6,26 mm et la carapace de la femelle paratype 8,28 mm de long sur 6,39 mm.

## Systématique et taxinomie
Cette espèce a été décrite par Zonstein en 2023.

## Étymologie
Son nom d'espèce lui a été donné en référence au lieu de sa découverte, le mont Méron.

## Publication originale
- Zonstein, 2023 : « A survey of the spider genus Ischnocolus Ausserer, 1871 (Aranei: Theraphosidae) in Israel, with description of a new species. » Arthropoda Selecta, vol. 32, no 2, p. 197-212.